# Sendlinger Tor metróállomás
A Sendlinger Tor egy metróállomás Németországban, a bajor fővárosban, Münchenben a müncheni metró U1-es, U2-es, U3-as, U6-os, U7-es és U8-as vonalán.

## Metróvonalak
Az állomást az alábbi metróvonalak érintik:
- Stammstrecke 1
- Stammstrecke 2

## Kapcsolódó állomások
A metróállomáshoz az alábbi állomások vannak a legközelebb:
- Hauptbahnhof (Olympia-Einkaufszentrum, U1)
- Fraunhoferstraße (Messestadt Ost, U2)
- Marienplatz (Garching-Forschungszentrum, U6)
- Goetheplatz (Klinikum Großhadern, U6)
- Hauptbahnhof (Feldmoching, U2)
- Fraunhoferstraße (Mangfallplatz, U1)
- Hauptbahnhof (Olympia-Einkaufszentrum, U7)
- Fraunhoferstraße (Neuperlach Zentrum, U7)
- Marienplatz (Moosach, U3)
- Goetheplatz (Fürstenried West, U3)

## Útvonal
| Vonal | Állomások |
| ----- | --- |
| U1    | Olympia-Einkaufszentrum – Georg-Brauchle-Ring – Westfriedhof – Gern – Rotkreuzplatz – Maillingerstraße – Stiglmaierplatz – Hauptbahnhof – Sendlinger Tor – Fraunhoferstraße – Kolumbusplatz – Candidplatz – Wettersteinplatz – St.-Quirin-Platz – Mangfallplatz |
| U2    | Feldmoching – Hasenbergl – Dülferstraße – Harthof – Am Hart – Frankfurter Ring – Milbertshofen – Scheidplatz – Hohenzollernplatz – Josephsplatz – Theresienstraße – Königsplatz – Hauptbahnhof – Sendlinger Tor – Fraunhoferstraße – Kolumbusplatz – Silberhornstraße – Untersbergstraße – Giesing – Karl-Preis-Platz – Innsbrucker Ring – Josephsburg – Kreillerstraße – Trudering – Moosfeld – Messestadt West – Messestadt Ost     |
| U3    | Moosach – Moosacher St.-Martins-Platz – Olympia-Einkaufszentrum – Oberwiesenfeld – Olympiazentrum – Petuelring – Scheidplatz – Bonner Platz – Münchner Freiheit – Giselastraße – Universität – Odeonsplatz – Marienplatz – Sendlinger Tor – Goetheplatz – Poccistraße – Implerstraße – Brudermühlstraße – Thalkirchen – Obersendling – Aidenbachstraße – Machtlfinger Straße – Forstenrieder Allee – Basler Straße – Fürstenried West |
| U6    | Garching-Forschungszentrum – Garching – Garching-Hochbrück – Fröttmaning – Kieferngarten – Freimann – Studentenstadt – Alte Heide – Nordfriedhof – Dietlindenstraße – Münchner Freiheit – Giselastraße – Universität – Odeonsplatz – Marienplatz – Sendlinger Tor – Goetheplatz – Poccistraße – Implerstraße – Harras – Partnachplatz – Westpark – Holzapfelkreuth – Haderner Stern – Großhadern – Klinikum Großhadern                |
| U7    | Olympia-Einkaufszentrum – Georg-Brauchle-Ring – Westfriedhof – Gern – Rotkreuzplatz – Maillingerstraße – Stiglmaierplatz – Hauptbahnhof – Sendlinger Tor – Fraunhoferstraße – Kolumbusplatz – Silberhornstraße – Untersbergstraße – Giesing – Karl-Preis-Platz – Innsbrucker Ring – Michaelibad – Quiddestraße – Neuperlach Zentrum                                                                                                   |
| U8    | csak szombaton: Olympiazentrum – Petuelring – Scheidplatz – Hohenzollernplatz – Josephsplatz – Theresienstraße – Königsplatz – Hauptbahnhof – Sendlinger Tor – Fraunhoferstraße – Kolumbusplatz – Silberhornstraße – Untersbergstraße – Giesing – Karl-Preis-Platz – Innsbrucker Ring – Michaelibad – Quiddestraße – Neuperlach Zentrum                                                                                               |

## Átszállási kapcsolatok
| Állomás        | Átszállási kapcsolatok |
| -------------- | ---------------------- |
| Sendlinger Tor | , 62                   |

## Nevezetességek a közelben
| Név            | Típus                            | Koordináta                                                 | Kép |
| -------------- | -------------------------------- | ---------------------------------------------------------- | --- |
| Kreuzkirche    | lelkészség temetőkápolna         | é. sz. 48,135675°, k. h. 11,567825°48.135675°N 11.567825°E |     |
| Sendlinger Tor | metróállomás föld alatti állomás | é. sz. 48,133333°, k. h. 11,566389°48.133333°N 11.566389°E |     |
| Sendlinger Tor | kaputorony                       | é. sz. 48,1340°, k. h. 11,5676°48.134000°N 11.567600°E     |     |